# Cikujang (Gunungguruh)
Cikujang is een bestuurslaag in het regentschap Sukabumi van de provincie West-Java, Indonesië. Cikujang telt 8171 inwoners (volkstelling 2010).

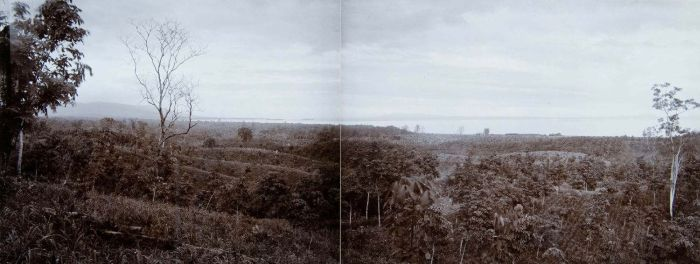
Panoramafoto. Gezicht over plantage Tjikoedjang en de baai tussen Soemoer en Tjamara (1915-1926).